# Paulo Pinto de Albuquerque
Paulo Sérgio Pinto de Albuquerque (Beira, 5 oktober 1966) is een Portugees rechtsgeleerde geboren in Mozambique.

## Carrière
Paulo Pinto de Albuquerque studeerde rechten aan de Universiteit van Lissabon en behaalde zijn diploma in 1989. Hij vervolgde zijn studie aan de Katholieke Universiteit van Portugal waar hij in 1994 de graad Master of Laws (LL.M) behaalde en in 2003 de graad Doctor of Laws. Na het behalen van zijn eerste diploma werd hij aangesteld als rechter bij het Strafhof en Correctioneel Hof van Lissabon en was hij voorzitter van de rechtbanken in Nelas, Lagos en het Strafhof van Lissabon (1992-2004). Hij werkte ook als assistent-professor (2004-2008) en adjunct-professor (2008-2011) bij de Faculteit der Rechtsgeleerdheid van de Katholieke Universiteit Portugal. Daarnaast gaf hij gastcolleges op de Jiaotong-universiteit van Shanghai (2006) en op de University of Illinois College of Law (2006-2007).
Sinds 1 april 2011 vertegenwoordigt hij Portugal als rechter bij het Europees Hof voor de Rechten van de Mens (EHRM) in Straatsburg. De Parlementaire Vergadering van de Raad van Europa verkoos hem op 25 januari 2011 uit een selectie van drie personen. Hij werd aangesteld voor een periode van negen jaar.